# أهوانو (رودبار)
أهوانو (بالفارسية: اهوانو) هي مستوطنة تقع في إيران في قسم رودبار الريفي. يقدر عدد سكانها بـ 606 نسمة .